# Bermuda a 2006. évi téli olimpiai játékokon
Bermuda az olaszországi Torinóban megrendezett 2006. évi téli olimpiai játékok egyik részt vevő nemzete volt. Az országot az olimpián 1 sportágban 1 sportoló képviselte, aki érmet nem szerzett.

## Szkeleton
| Versenyző         | Versenyszám | 1. futam | 1. futam | 2. futam | 2. futam | Összesítés | Összesítés |
| Versenyző         | Versenyszám | Idő      | Hely.    | Idő      | Hely.    | Idő        | Helyezés   |
| ----------------- | ----------- | -------- | -------- | -------- | -------- | ---------- | ---------- |
| Patrick Singleton | Férfi       | 1:00,06  | 22.      | 59,75    | 18.*     | 1:59,81    | 19.        |

* - egy másik versenyzővel azonos eredményt ért el